# 和布の華
和布の華（わふのはな）は、北海道千歳市幸町にあるギャラリー。

## 概要
古布を利用して作られた吊るし飾り（ウサギ・桃ほかオリジナル作品）を室内に展示している。
飾りは季節の行事に合わせて模様替えがおこなわれる。

## 所在地
北海道千歳市幸町3丁目15-2

## 営業時間
開館は13:00 - 18:00（木曜日定休）